# Philipp Jacob Spener
Philipp Jacob Spener (Ribeauvillé, 13 gennaio 1635 – Berlino, 5 febbraio 1705) è stato un teologo luterano tedesco, fondatore del Pietismo.

## Biografia
Figlio di un giurista alsaziano, studiò dapprima a Colmar, e dal 1651 teologia, filosofia e filologia a Strasburgo; nel 1653 conseguì il titolo accademico di maestro dopo una disputa con il filosofo Thomas Hobbes.  Fu precettore dei principi Christian e Karl del Palatinato e insegnante ("lettore") di filologia e storia in università. 
Fin dalla sua infanzia era stato affascinato da opere di intensa spiritualità, come quelle di Lewis Bayly e Emmanuel Sonthomb.
Dal 1659 al 1662 visitò l'Università di Basilea, quella di Tubinga e di Ginevra, cominciando a occuparsi di araldica: la sua opera maggiore in questo campo è il Theatrum nobilitatis Europae (1668-1678).
Tornato a Strasburgo nel 1663, vi fu ordinato pastore; nel 1666 passò a Francoforte, dove nel 1670 fondò i Collegia pietatis, gruppi locali di edificazione religiosa, e vi pubblicò i suoi due capolavori, Pia desideria (1675) e Allgemeine Gottesgelehrtheit (1680), che diedero forma al movimento pietista. 
Nel 1686 accettò l'invito della corte di Dresda. I contrasti con l'Elettore di Sassonia Johann Georg III, tuttavia, portarono al suo licenziamento nel 1691; Spener concluse la propria attività come primo pastore e rettore della chiesa di San Nicola a Berlino.  Qui egli ottenne grandi onori, anche se le tendenze della corte e del governo in campo religioso erano orientato più verso il razionalismo che verso il pietismo. Su sua iniziativa fu fondata nel 1694 l'Università di Halle, che divenne il centro maggiore del pietismo.
Grazie a suoi personali seguaci come August Hermann Francke, Paul Anton, Joachim Justus Breithaupt, Carl Hildebrand von Canstein, Johann Reinhard Hedinger, Günter Heyler, Franz Julius Lütkens e Johann Heinrich May egli poté stabilire per lungo tempo in ogni territorio tedesco fino in Danimarca il programma riformatore del Pietismo ecclesiastico
Nella sua lunga vita fu esposto agli attacchi dei teologi luterani ortodossi: nel 1695 la facoltà di Teologia dell'Università di Wittenberg gli imputò 264 errori, e solo la morte gli evitò ulteriori conflitti. In realtà solo due punti lo dividevano dal luteranesimo del suo tempo: la sua richiesta di rigenerazione come condizione essenziale per essere un vero teologo e l'attesa della conversione degli Ebrei e la fine del Papato come premessa per l'avvento di una vera Chiesa. Ma non insistette, come avrebbero fatto alcuni pietisti dopo di lui, sulla necessità di una consapevole crisi di conversione, né incoraggiò una rottura completa fra il cristiano e il mondo profano.
Il suo ultimo lavoro importante furono i Theologische Bedenken (Dubbi teologici), del 1702, cui furono aggiunti nel 1711 i Letzte theologische Bedenken (Ultimi dubbi teologici) con una sua biografia a cura di von Canstein.

## Opere
- Die Werke Philipp Jakob Speners, Gießen, Brunnen Verlag, 2000 ISBN 3-7655-9401-6

### Edizioni italiane
- Pia desideria, a cura di R. Osculati, Torino, Claudiana, 1986 ISBN 88-7016-039-4